# Campaña autonomista catalana de 1918-1919

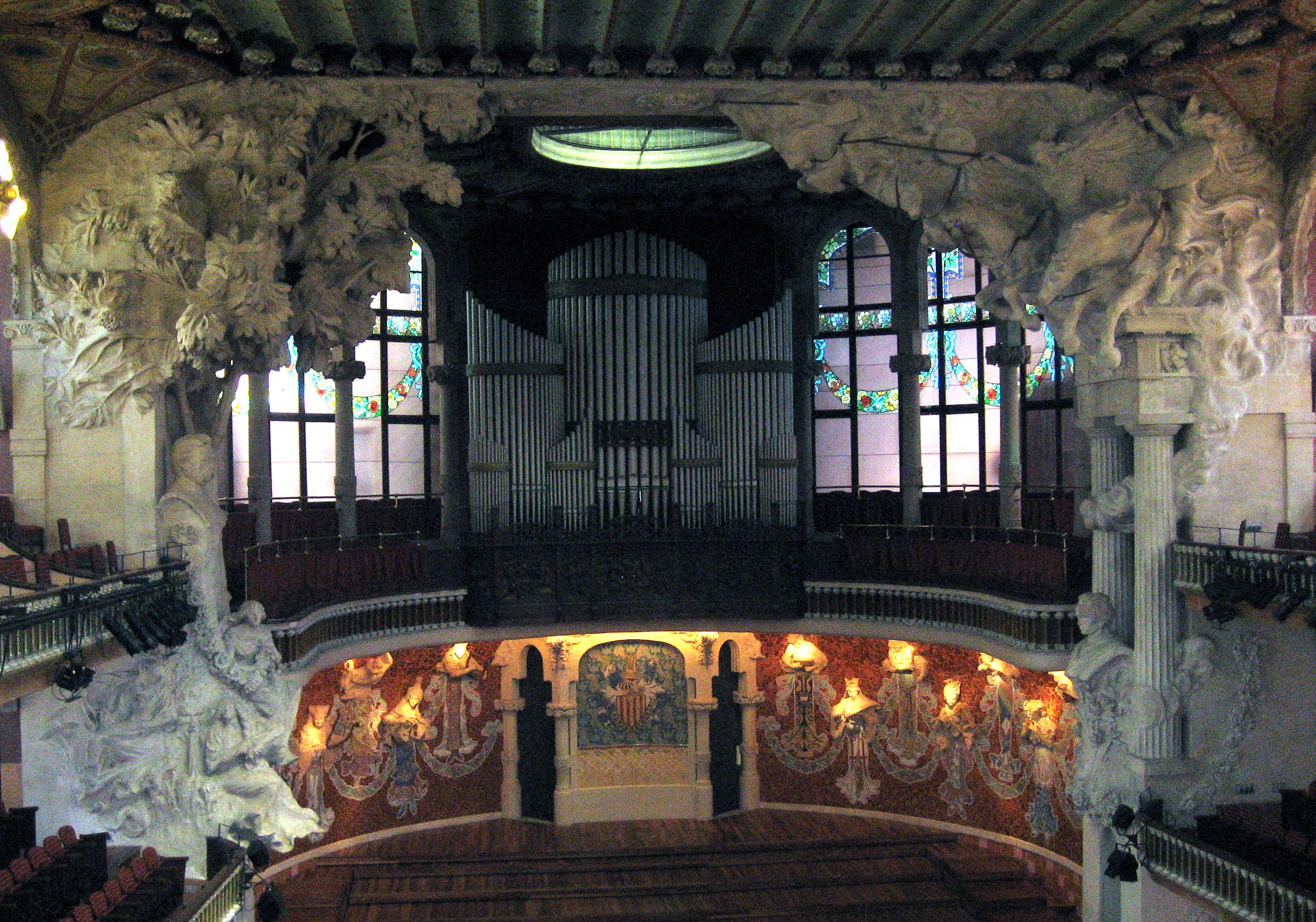
Escenario de la Sala de conciertos del Palacio de la Música Catalana donde el 27 de enero de 1919 los alcaldes y delegados de los ayuntamientos catalanes ratificaron el proyecto de estatuto de la Mancomunidad de Cataluña.

La campaña autonomista catalana de 1918-1919 fue el primer movimiento catalanista a favor de la concesión por parte del parlamento español de un Estatuto de Autonomía para Cataluña. Se produjo entre noviembre de 1918 y febrero de 1919, durante el periodo constitucional del reinado de Alfonso XIII y en el contexto de la crisis de la Restauración. Fue impulsada por la Mancomunidad de Cataluña —con el apoyo de la hegemónica Liga Regionalista y de los partidos nacionalistas republicanos catalanes— que presentó un proyecto de bases para la autonomía de Cataluña al gobierno y a las Cortes en Madrid a finales de noviembre de 1918. La propuesta fue rechazada en diciembre, en medio de una fuerte campaña anticatalanista promovida por las diputaciones castellanas que hicieron público un Mensaje de Castilla. En enero de 1919, al mismo tiempo que una comisión extraparlamentaria nombrada por el gobierno del conde de Romanones se ocupaba del tema, una comisión nombrada por la Mancomunidad elaboró el primer proyecto de estatuto de autonomía de la historia catalana, que de nuevo fue rechazado. El recrudecimiento de los años de plomo en Barcelona en febrero relegó a un segundo plano la reivindicación autonomista. La campaña en pro de la «autonomía integral» de Cataluña, como ha destacado el historiador Javier Moreno Luzón, "conmovió hasta sus cimientos la escena política española".

## Antecedentes: «Per Catalunya i l'Espanya Gran»
En marzo de 1916 la Liga Regionalista publicó el manifiesto Per Catalunya i l'Espanya Gran, redactado por Prat de la Riba —que moriría al año siguiente— y firmado por todos los diputados y senadores del partido. En el manifiesto se denunciaba que Cataluña era uno de los pueblos de España que veían «los elementos substanciales de su espiritualidad, de su personalidad, excluidos de las leyes del Estado», lo que les convertía en «españoles de tercera clase». La solución era el reconocimiento de la autonomía de Cataluña, «obra de justicia» y «de altísima conveniencia» y poner fin a la política asimilacionista, lo que haría posible la auténtica unidad «de todos los españoles, enteros, tales como Dios los ha hecho», convertidos en un «imperio peninsular de Iberia» —lo que implicaba también la integración de Portugal—.
El primer intento de llevar a cabo este programa se produjo al año siguiente en el contexto de la crisis de 1917. El 5 de julio Francesc Cambó reunió en el Ayuntamiento de Barcelona a todos los diputados y senadores catalanes —aunque los 13 diputados monárquicos abandonaron enseguida la reunión— que reafirmaron la voluntad de Cataluña de constituirse en una región autónoma. En la declaración que aprobaron, firmada incluso por Alejandro Lerroux, se decía «que es voluntad general de Cataluña la obtención de un régimen de amplia autonomía» y se reclamaba una estructura federal acorde con «la realidad de la vida española», lo que incrementaría «su cohesión orgánica» y desarrollaría «sus energías colectivas». Asimismo exigieron la reapertura de las Cortes que tendrían función de constituyentes. Si el gobierno Dato no aceptaba ninguna de las peticiones harían un llamamiento a todos los diputados y senadores a que acudieran a una Asamblea de Parlamentarios a celebrar el 19 de julio en Barcelona.
El gobierno del conservador Eduardo Dato intentó desprestigiar la convocatoria presentando la reunión como un movimiento «separatista» y «revolucionario» y finalmente a Barcelona solo acudieron los diputados de la Liga, los republicanos, los reformistas de Melquíades Álvarez y el socialista Pablo Iglesias, que aprobaron la formación de un gobierno «que encarne y represente la voluntad soberana del país» y que presidiría las elecciones a Cortes Constituyentes. La Asamblea fue disuelta por orden del gobernador civil de Barcelona y todos los participantes fueron detenidos por la policía, aunque en cuanto salieron del Palacio del Parque de la Ciudadela donde se habían reunido fueron puestos en libertad. Pasada la huelga general revolucionaria de agosto convocada por los socialistas, la Asamblea de Parlamentarios se volvió a reunir el 30 de octubre en el Ateneo de Madrid. Ese mismo día Cambó fue llamado a Palacio para entrevistarse con el rey quien aceptó su propuesta de formar un «gobierno de concentración» que estaría presidido por el liberal Manuel García Prieto y que contaría con un ministro de la Liga, Joan Ventosa Sin embargo el gobierno de García Prieto duró muy pocos meses, dando paso a otro gobierno de concentración, denominado «Gobierno Nacional», bajo la presidencia del conservador Antonio Maura, y del que formaría parte el propio Francesc Cambó Pero este gobierno solo duró hasta noviembre de 1918, dando paso a uno únicamente liberal presidido de nuevo por García Prieto.
Fracasada la vía de la asamblea de parlamentarios y los gobiernos de concentración para alcanzar los objetivos del manifiesto Per Catalunya i l'Espanya Gran, Cambó decidió que había «llegado la hora de Cataluña» y la Liga Regionalista organizó la campaña en pro de la «autonomía integral» para Cataluña que, según Javier Moreno Luzón, «conmovió hasta sus cimientos la escena política española».

## El inicio de la campaña por la «autonomía integral»

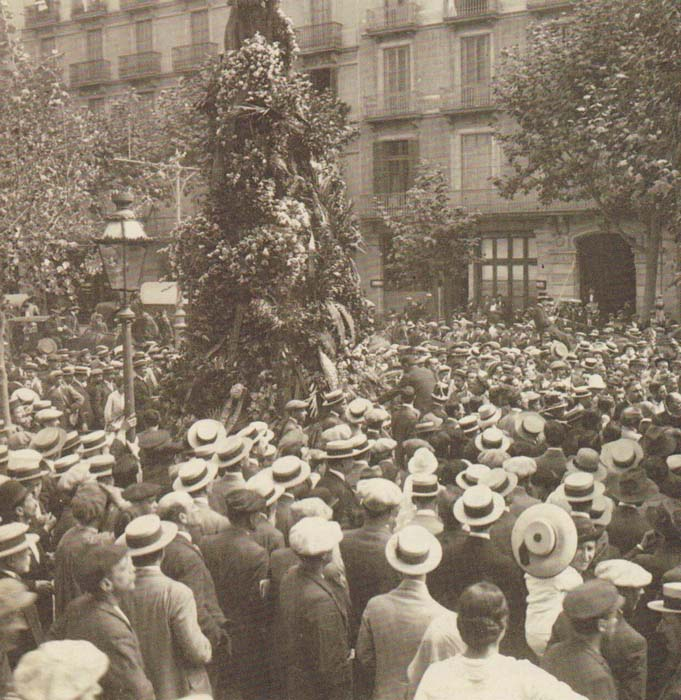
Homenaje A Rafael Casanova en la diada de 1914.

En julio de 1918 se celebró en Barcelona la IV Semana Municipal en la que participaban los alcaldes y concejales de Cataluña, además de los secretarios de ayuntamiento. La entidad organizadora de la Semana, la Escola de Funcionaris de l'Administració Local, decidió convocar un Plebiscit de la voluntat municipal de Catalunya en el que los ayuntamientos tenían que pronunciarse sobre la autonomía de Cataluña «para que pudiera desarrollar íntegramente todas sus energías, y alcanzar el lugar que le pertenece, cumpliendo su misión en el resurgimiento de España». Contaba con el precedente del plebiscito municipal celebrado en 1913 a favor de la creación de la Mancomunidad de Cataluña.
A principios de noviembre de 1918 con motivo del fin de la Primera Guerra Mundial se celebraron varias manifestaciones aliadófilas y hostiles a la monarquía en Barcelona, junto con mítines convocados por los grupos nacionalistas catalanes radicales. En ese contexto se produjo el día 5 de noviembre una sonada intervención de Francesc Macià a favor de la independencia de Cataluña en el Congreso de Diputados, que se vació en cuanto empezó a hablar. El 10 de noviembre, cuando se difundió la noticia de la la abdicación del Káiser alemán, Francesc Layret pidió a la Mancomunidad que convocara una asamblea de ayuntamientos que solicitara a la Sociedad de Naciones que intervinieran a favor de Cataluña. Cuatro días después los diputados del Partit Republicà Català Marcel·lí Domingo, Salvador Albert y Julià Nougués, apoyados por otros tres diputados republicanos de otras regiones, presentaron en las Cortes una proposición de ley que decía: «El Congreso concede a Cataluña la autonomía integral».
El 15 de noviembre Francesc Cambó mantuvo una entrevista con el rey en el Palacio Real durante la cual, según el testimonio del propio Cambó, Alfonso XIII le animó a lanzar la campaña autonomista con el fin de distraer «a las masas [de Cataluña] de todo propósito revolucionario». «No veo otra manera de salvar una situación tan difícil que satisfacer de una vez las aspiraciones de Cataluña, para que los catalanes dejen de sentirse en este momento revolucionarios y refuercen su adhesión a la Monarquía», le dijo el rey a Cambó. Según el historiador Javier Moreno Luzón, "Alfonso XIII se había convencido de que sólo la Liga, satisfecha con alguna pócima autonómica, podía disuadir a las masas y frenar la inminente revolución en Barcelona, trasunto de la rusa o la alemana". Para Cambó había «llegado la hora de Cataluña».
Al día siguiente, 16 de noviembre, en un acto solemne en el que estuvieron representadas diversas entidades económicas, culturales y profesionales, y al que también asistieron los diputados y senadores por Cataluña y los diputados de las cuatro diputaciones provinciales -mientras en la Plaza de Sant Jaime se congregaba una multitud-, el presidente de la entidad organizadora del plebiscito municipal entregó al presidente de la Mancomunidad de Cataluña Josep Puig i Cadafalch un volumen con los certificados de los ayuntamientos catalanes, que se habían manifestado abrumadoramente favorables a la autonomía de Cataluña —prácticamente todos los municipios, que representaban el 98% de la población catalana—. Entonces Puig i Cadafalch se reunió con los miembros del Consejo Permanente de la Mancomunidad y con los parlamentarios catalanes y propuso que se formara una ponencia que redactara un proyecto de bases para la autonomía de Cataluña, que sería presentado al gobierno del liberal Manuel García Prieto. Francesc Macià, sin embargo, abandonó la reunión después de decir que la autonomía era insuficiente y que lo que había que conseguir era la independencia.
El 17 de noviembre de 1918, Macià dio una conferencia en los locales del CADCI donde presentó por primera vez al público la bandera independentista catalana que se acababa de inventar —y cuya primera aparición en la calle se había producido el día anterior—: la estelada, con triángulo azul y estrella blanca. A la salida de la conferencia se formó una manifestación en las Ramblas, la primera de la campaña autonomista, que fue disuelta por la policía. Más tarde cuando los manifestantes se dirigieron al consulado de Serbia para que Macià felicitara al cónsul por su victoria en la guerra apareció un grupo de requetés carlistas que comenzaron a dar vivas a España que fueron respondidos con vivas a Catalunya lliure, produciéndose un grave altercado en el que tuvo que intervenir de nuevo la policía.
La CNT, la organización obrera hegemónica en Cataluña, no se sumó a la campaña autonomista, pero eso no significó que defendiera el centralismo. El 18 de diciembre el diario oficial de la organización en Cataluña Solidaridad Obrera, dirigido entonces por Ángel Pestaña, publicó un artículo con el significativo título de «Ni con unos ni con otros». En él se decía: «En el problema de la autonomía de Cataluña […] no podemos estar ni con unos ni con otros […] Sepan todos los trabajadores de España que el movimiento que en pos de la autonomía realizan los plutócratas de la Liga no tiene la aquiescencia ni la simpatía de los trabajadores de Cataluña […] No nos interesa el pleito de la autonomía, exceptuando la protesta del pueblo en la calle. Esa protesta, que puede traducirse en motín y ese motín que puede llegar a la revolución libertadora, sí, porque ella refleja el malestar del pueblo y las ansias que siente de salir de este estado […] cuanto signifique revuelta, cristalización y hechos revolucionarios lo aceptamos […] permaneceremos al margen, pero a la expectativa».  El líder catalán de la CNT Salvador Seguí dijo en un mitin celebrado el 12 de enero, pocos días antes de que fuera detenido por la policía aprovechando las suspensión de las garantías constitucionales decretada por el gobierno de Romanones.

Nosotros queremos que Cataluña no sea una colonia como esas que tienen los señores fabricantes de Barcelona, a las que están esclavizados sus obreros. Nosotros queremos que Cataluña sea un pueblo libre, consciente y bien administrado. Nosotros somos más catalanes que ellos que tanto alardean de catalanismo. Tampoco queremos hacer el juego al Poder central, ya que éste sólo espera la ocasión de que los hombres de la autonomía se vean impotentes o cualquier otro motivo, para negar su concesión, pretextando que no pueden dominar ni saben gobernar a los elementos diversos que componen Cataluña.

La ponencia nombrada por la Mancomunidad redactó el proyecto de bases en muy pocos días. Este era maximalista ya que solo especificaba las competencias que correspondían al Estado dejando el resto para Cataluña, lo que suponía, como ha señalado el historiador Albert Balcells, partir de la idea de "una Cataluña virtualmente soberana que pacta de igual a igual con el Estado español, situación sólo plausible en el caso de un proceso constituyente que llevase aparejado una federalización de España, pero inadecuada en el caso de una demanda de autonomía singular para Cataluña sin reforma constitucional; lo que tocaba era lo contrario: establecer las competencias que el Estado cedía a Cataluña", que era el planteamiento que desde el principio había defendido el líder de Liga Regionalista Francesc Cambó.
El 25 de noviembre los parlamentarios catalanes aprobaron el proyecto de bases dejando claro, a propuesta de Cambó, que no era un proyecto de estatuto ya que «el honor de cuya iniciativa corresponde al Gobierno»,  y que en él solo se habían trazado «las líneas generales que… pudieran servirle de pauta al Gobierno, y de norma a la futura Constitución que se diese el pueblo catalán». El 29 de noviembre el presidente de la Mancomunidad Puig i Cadafalch, acompañado del Consell y de los parlamentarios catalanes, entregaba en Madrid el proyecto de bases para la autonomía de Cataluña al presidente del gobierno García Prieto que lo recibió muy fríamente. Esa misma tarde Cambó pronunciaba una conferencia en la Real Academia de Jurisprudencia en la que defendió el proyecto insistiendo en la idea de que la autonomía de Cataluña no suponía la desmembración de España.

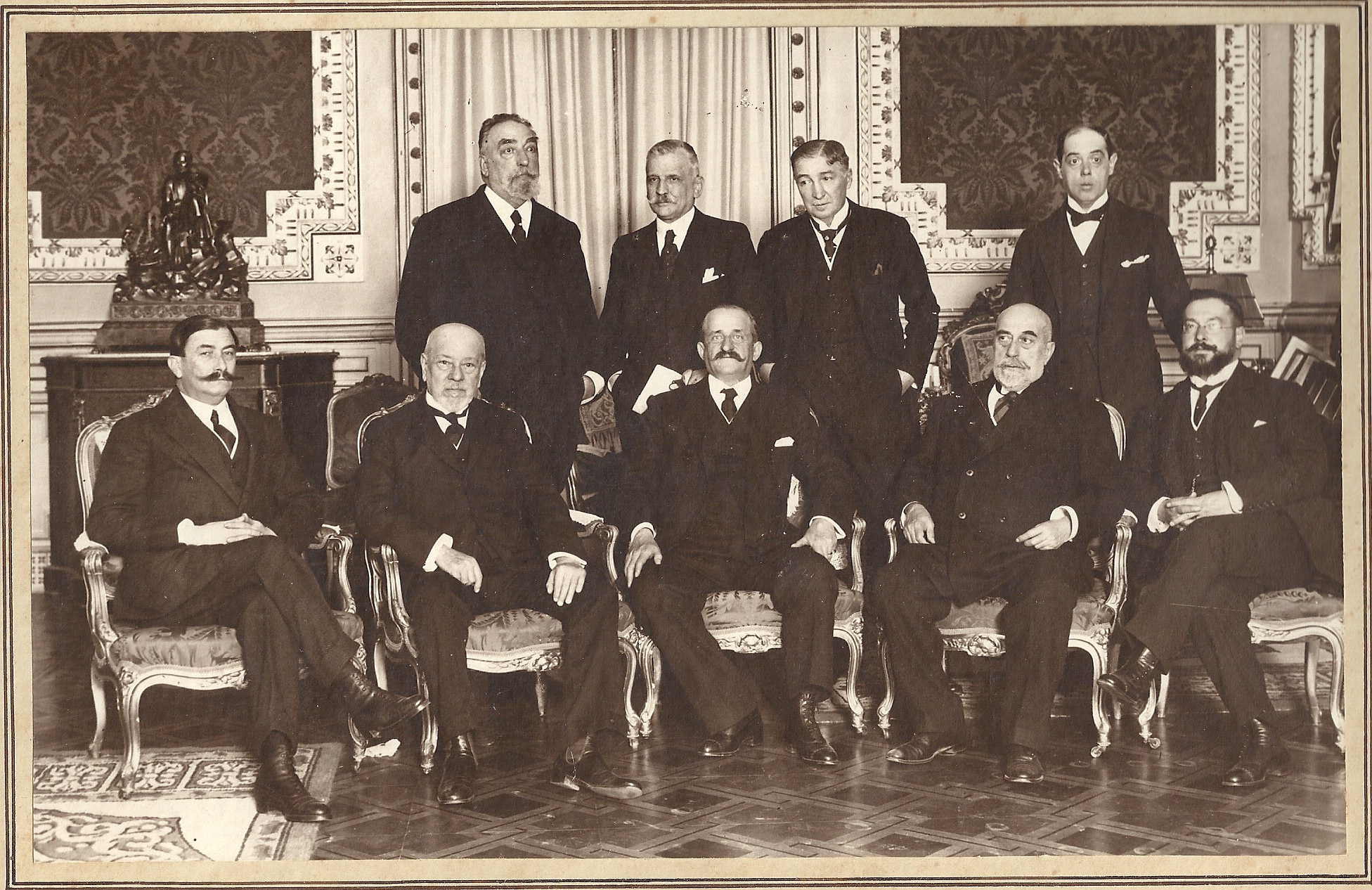
Gobierno presidido por el conde de Romanones, sentado en el centro.

El proyecto de bases dividió al gobierno entre los partidarios de negociar, encabezados por el conde de Romanones, y los partidarios de dar largas a la petición, liderados por el presidente García Prieto y por Santiago Alba. El desacuerdo impidió la continuidad del gobierno y García Prieto presentó la dimisión —su gobierno había durado menos de un mes—. El rey encargó entonces la formación de gobierno al conde de Romanones, el líder liberal que había defendido la necesidad de llegar a un acuerdo, aunque solo contaba con el apoyo de los diputados de su propia facción. Como ha señalado la historiadora Ángeles Barrio la misión principal del nuevo gobierno era "la de conducir por cauces más fluidos la cuestión de la autonomía".

### La reacción del nacionalismo español

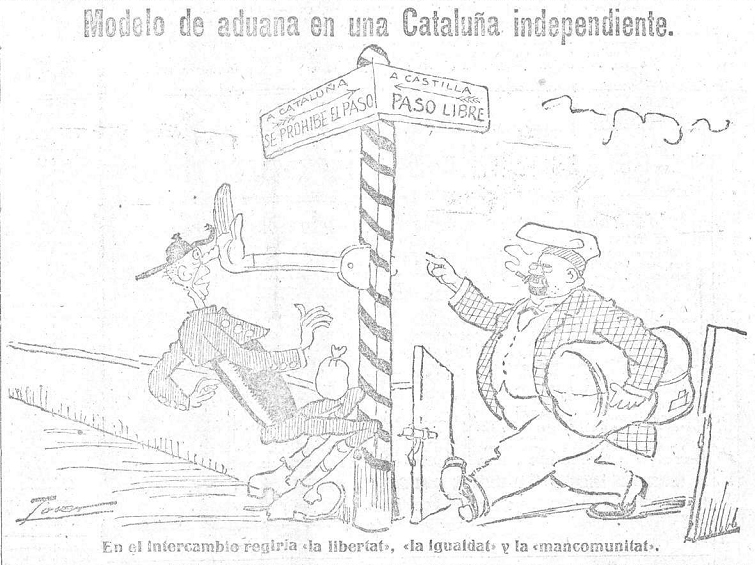
Caricatura publicada en Heraldo de Madrid el 2 de diciembre de 1918, de Tovar, titulada «Modelo de aduana en una Cataluña independiente».

La simple posibilidad de la concesión de un Estatuto de Autonomía para Cataluña provocó la reacción inmediata del nacionalismo español que desplegó una fuerte campaña anticatalanista plagada de tópicos y de estereotipos sobre Cataluña y los catalanes pero que consiguió movilizar a miles de personas que se manifestaron en Madrid y en otras ciudades. La campaña fue iniciada por el llamado trust de la prensa liberal de Madrid formado por los diarios El Liberal, El Heraldo de Madrid y El Imparcial, a la que pronto se sumó el diario conservador ABC, el de mayor tirada en España. Diversas organizaciones patronales, ligadas algunas de ellas al sector liberal encabezado por Santiago Alba, convocaron una gran manifestación en Madrid, acompañada del cierre de los comercios, que reunió a más de 100 000 personas y que tuvo un enorme impacto sobre la opinión pública —el diario El Imparcial tituló en primera página: «La protesta de Madrid contra el separatismo de los catalanes de la Liga»—. La campaña también incluyó el boicot a los productos catalanes como sucedería en 1932 cuando las Cortes de la Segunda República Española debatían el proyecto de Estatuto de Autonomía de Cataluña.
El 2 de diciembre de 1918, un día después de haberse constituido el gobierno de Romanones, las diputaciones de Castilla y León —Santander, Valladolid, Palencia, Soria, Segovia, Ávila, Salamanca, Logroño y Madrid—, reunidas en Burgos, respondieron a las pretensiones catalanas con el Mensaje de Castilla donde defendían la «unidad nacional» y se oponían a que cualquier región obtuviera una autonomía política que mermara la soberanía española —e incluso hicieron un llamamiento a boicotear «los pedidos de las casas industriales catalanas»—. También se opusieron a la cooficialidad del catalán, al que llamaron «dialecto regional». Al día siguiente el diario El Norte de Castilla titulaba: «Ante el problema presentado por el nacionalismo catalán, Castilla afirma la nación española». Asimismo se denunciaba «la campaña separatista de que se hace alarde en las provincias vascongadas».

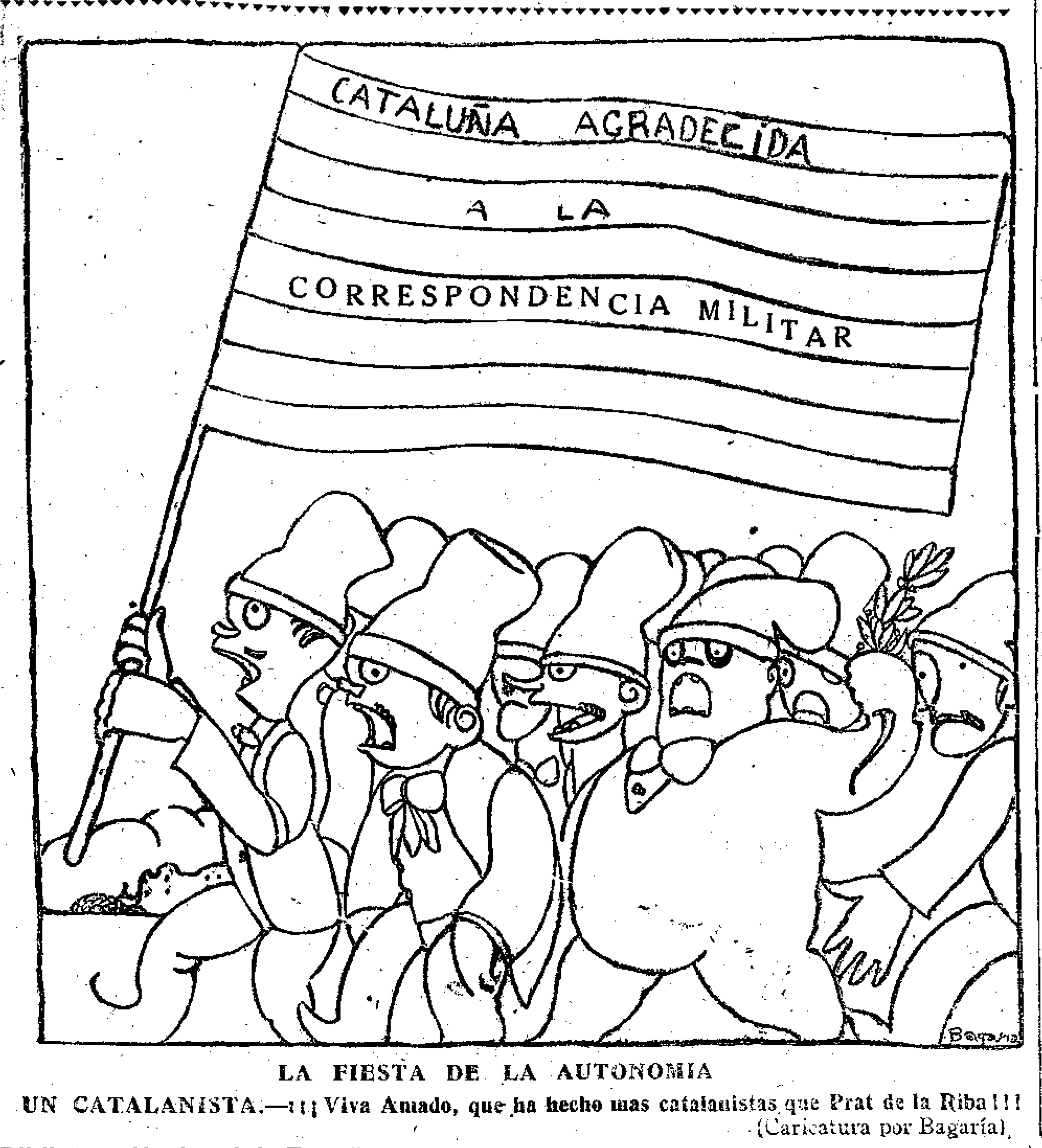
«Cataluña agradecida a La Correspondencia Militar».
«Un catalanista.—¡¡¡Viva Amado, que ha hecho más catalanistas que Prat de la Riba!!!».
Caricatura de Bagaría (El Sol, 1919).

Las diputaciones andaluzas también se manifestaron en contra de la autonomía catalana, aunque el minoritario grupo regionalista andaluz de Blas Infante envió un mensaje de apoyo al presidente de la Mancomunidad. Por su parte la diputación de Zaragoza reclamó la Mancomunidad para Aragón pero dejando claro que sus aspiraciones no debían confundirse con las de los catalanistas, pues «Aragón ha proclamado ante todo la intangibilidad de la patria». Sin embargo, en Barcelona se constituyó la Unión Regionalista Aragonesa que organizó un acto de apoyo a la campaña autonomista catalana, en el que intervino el diputado por Zaragoza del Partido Republicano Radical Manuel Marraco Ramón que dijo que si Cataluña conseguía la autonomía eso favorecería a la aragonesa.
Los presidentes de las diputaciones castellanas entregaron el 6 de diciembre el manifiesto contrario a la autonomía de Cataluña al presidente del gobierno Romanones y al rey. Este último, que días antes había alentado a Cambó a presentar la propuesta del Estatuto, manifestó su solidaridad «con los gestos patrióticos de la provincias castellanas» y animó los presidentes de las diputaciones a proseguir en su empeño. El 9 de diciembre, el día anterior al del debate en el Congreso de los Diputados del proyecto de Estatuto, unas cien mil personas recorrieron las calles de Madrid en defensa de «la unidad de España» y en contra del Estatuto catalán.

### El apoyo del nacionalismo vasco
A diferencia de lo ocurrido en otras partes de España, en el País Vasco y Navarra la campaña autonomista catalana encontró el apoyo del nacionalismo vasco que en aquel momento vivía un momento de auge pues detentaba la presidencia de la Diputación de Vizcaya y la alcaldía de Bilbao. Las aspiraciones catalanas conectaban con las suyas y de hecho los diputados nacionalistas vascos, adelantándose a los catalanes, habían presentado el 8 de noviembre de 1918 en las Cortes una proposición de ley para conseguir la reintegración foral –la abolición de la ley de 25 de octubre de 1839 y el restablecimiento de los fueros vascos— y la apertura de un período constituyente para Álava, Guipúzcoa, Vizcaya y Navarra. El 15 de diciembre se reunió en el Ayuntamiento de Bilbao la Asamblea de los Ayuntamientos de Vizcaya pero esta acabó en un grave altercado entre dinásticos y socialistas por un lado y nacionalistas vascos por otro. Una manifestación nacionalista vasca recorrió después las calles de Bilbao, siendo asaltado el diario maurista El Pueblo Vasco. La respuesta del gobierno de Romanones fue destituir al alcalde nacionalista de Bilbao Mario Arana. El 7 de enero de 1919 los dos partidos dinásticos constituían la Liga de Acción Monárquica para hacer frente al crecimiento del nacionalismo vasco.

### El intento de internacionalizar el «pleito catalán»

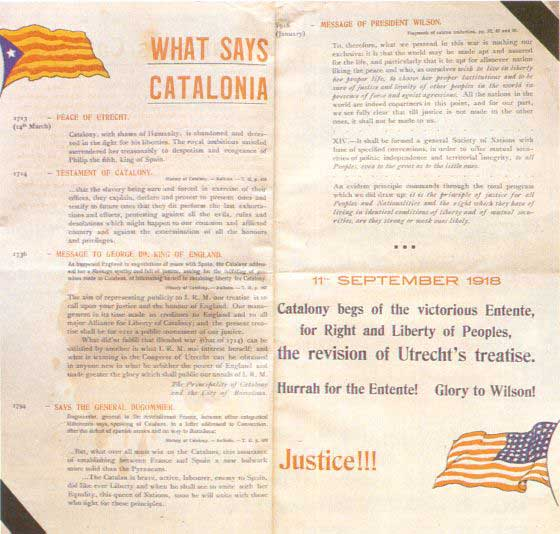
Documento en inglés titulado What says Catalonia con fecha del 11 de septiembre de 1918 en el que el Comité Pro Cataluña pide a «la victoriosa Entente, por el Derecho y la Libertad de los Pueblos, la revisión del Tratado de Utrecht. ¡Viva la Entente! ¡Gloria a Wilson! ¡¡¡Justicia!!!». Es el documento más antiguo en que aparece la estelada.

En julio de 1918, cuando el final de la «Gran Guerra» se adivinaba cercano, se constituyó con gente de la Unió Catalanista el Comité Pro Cataluña presidido por el director de la revista La Tralla Vicenç Albert Ballester, inventor de la estelada, bandera del nuevo nacionalismo independentista catalán. El objetivo del Comité era internacionalizar el «pleito catalán» para lo que se puso en contacto con los centros catalanes de América. La Liga Regionalista en principio no se sumó a esta estrategia de los nacionalistas catalanes radicales, pero su postura comenzó a cambiar y en octubre el presidente de la Mancomunitat Josep Puig i Cadafalch fue a Perpiñán para asistir al acto de homenaje al mariscal francés Joseph Joffre, que había nacido en el departamento francés de Pirineos Orientales —Puig i Cadafalch invitó al mariscal a ir a Barcelona, visita que realizó en mayo de 1920 para presidir los Jocs Florals; por otro lado la propaganda nacionalista radical presentó al mariscal Joffre como un héroe de guerra catalán—. Cambó llegó a sondear al gobierno francés sobre un posible viaje a París para defender la «causa catalana» pero la respuesta fue negativa al considerarla un «problema interior» español.

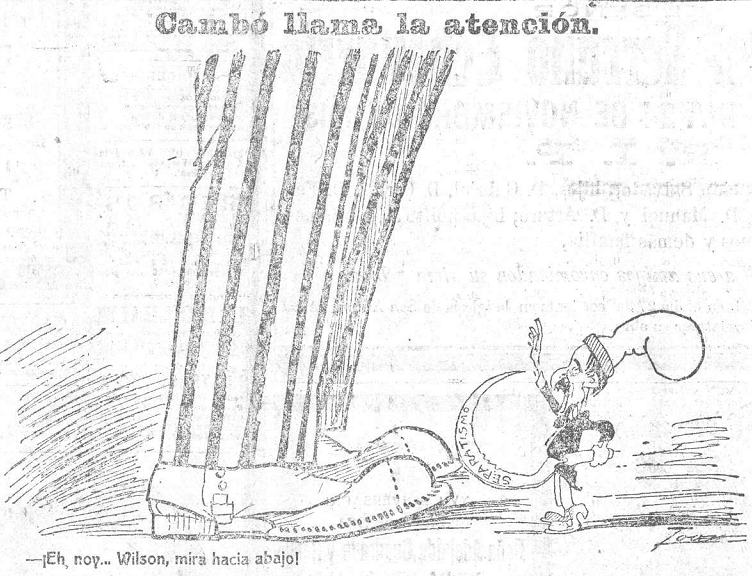
«Cambó llama la atención», caricatura de Tovar en el diario Heraldo de Madrid, 23 de noviembre de 1918.

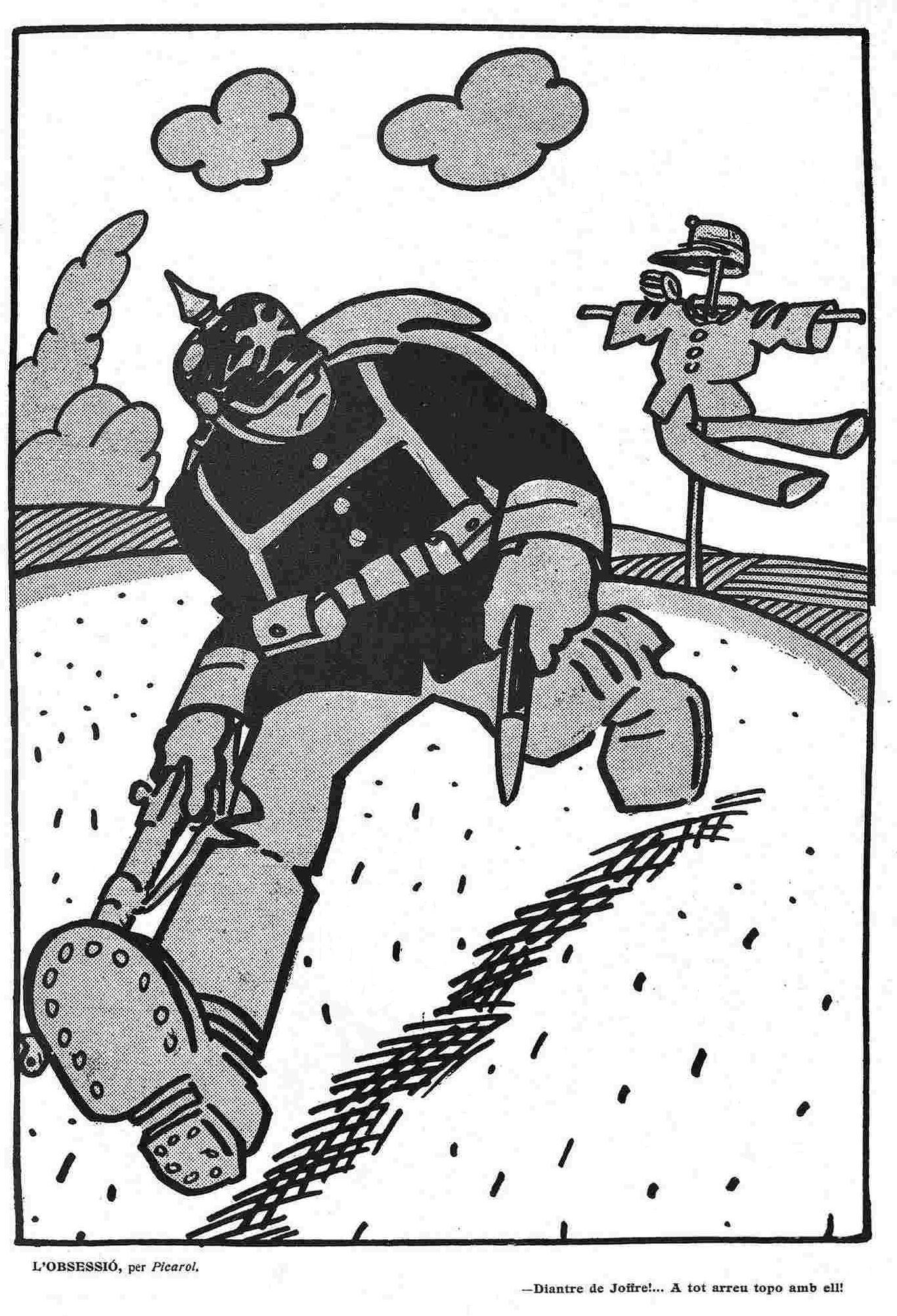
Viñeta de la revista satírica catalana L'Esquella de la Torratxa en la que se ensalza al mariscal Joffre (1915). El soldado alemán que huye al ver el espantapájaros con el uniforme francés dice: «¡Diantre de Joffre!... Por todas partes me topo con él».

En diciembre de 1918, dos meses después de que se firmara el armisticio que puso fin a la Primera Guerra Mundial, nacionalistas catalanes radicales constituyeron en París el autodenominado «Comité Nacional Catalán», que imitaba al Comité Nacional Checo, para reclamar a los países vencedores que se ocuparan del «pleito catalán». En nombre de la «Legión catalana» —los catalanes que se habían enrolado en la Legión Extranjera Francesa para combatir a los Imperios Centrales, y que la propaganda nacionalista cifraba en doce mil, aunque hoy se considera que ese número está muy inflado—, el Comité envió una carta al presidente norteamericano Woodrow Wilson en la que le pedían «la revisión del ignominioso Tratado de Utrecht y permitir que la Nación Catalana, libre e independiente, entre a ocupar en la Sociedad de Naciones el lugar que le corresponde por su pasado glorioso y por su florecimiento presente». No se tiene constancia de que recibieran ninguna respuesta y el «pleito catalán» no se incluyó en el orden del día de la Conferencia de París. De hecho cuando en enero de 1919 el Comité pretendió organizar en París un homenaje a los voluntarios catalanes que habían combatido en la «Gran Guerra» el gobierno francés no permitió que se desplegara la estelada ni que se utilizara como acto de propaganda a favor de la independencia y obligó a que la reunión fuera presentada como un homenaje a los «voluntarios españoles».
Esto se debió entre otros motivos a las gestiones del conde de Romanones, que se adelantó a Cambó para averiguar hasta que punto los famosos 14 puntos de Wilson podían afectar a España. Y el conde se encontró con un mensaje de tranquilidad del presidente de EE. UU. -y por tanto del resto de aliados- de que solo se impondrían los principios de esos 14 puntos a los países derrotados en la contienda, no a los neutrales ni evidentemente a los vencedores. Hay que tener en cuenta que en aquel momento se redibujó casi todo el mapa de Europa: el centro (Alemania), el norte (Polonia-Rusia), el este (Balcanes) y además Oriente Próximo y las colonias en África y Asia, lo último que querían los aliados vencedores (que además tenían intereses opuestos entre sí en muchos ámbitos geoestratégicos) es crear un problema más en la península ibérica. Por lo tanto el conde se quedó tranquilo y Cambó se llevó una desagradable sorpresa cuando comprobó que el que pensaba que iba a ser su principal valedor -Wilson, presidente de EE. UU.- sencillamente ignoró sus planteamientos porque ya tenía que negociar no pocos asuntos en toda Europa.[cita requerida]

## El debate en las Cortes del proyecto de Bases y la retirada de los diputados catalanes
El día 10 de diciembre de 1918 comenzó en el Congreso de los Diputados el debate del proyecto de bases, que fue defendido por Francesc Cambó. En su intervención dijo que la integración definitiva de la Liga en el sistema político de la Monarquía dependía de la aceptación de la autonomía de Cataluña, sin la cual no era posible la «grandeza de España», y que en caso contrario quedarían «eliminados de la política general». Añadió que la concesión del Estatuto no debilitaba los poderes del parlamento español porque este podía «derogarlo y aún… modificarlo», una afirmación, según el historiador Albert Balcells, "muy arriesgada" porque "había reconocido una cosa que negaba la soberanía del poder autónomo catalán", aunque "la lógica del discurso de Cambó –igual que la de las Bases presentadas— era federal y constituyente, ya que reivindicaba en los ámbitos de la competencia del poder regional catalán una soberanía total, completa, absoluta"
Intervino a continuación el portavoz de los liberales y por tanto del gobierno Niceto Alcalá Zamora que se opuso al proyecto de Bases, entre otras razones, porque era incompatible con la Constitución de 1876 y porque otorgaba a Cataluña «privilegios tributarios». Acabó su discurso afirmando que si los catalanistas querían la autonomía debían renunciar a participar en la gobernación de España. Fue entonces cuando dirigiéndose a Cambó dijo: «No se puede ser a la vez Bolívar de Cataluña y Bismarck de España».
Le siguió en el uso de la palabra el diputado "albista" Gascón y Marín quien tras acusar al proyecto de "pancatalanista –denuncia que también había hecho Alcalá Zamora— se opuso al traspaso de la competencia sobre el derecho civil por su relación con la legislación social y sobre todo al traspaso de la enseñanza: «¿Es que creéis que no vamos a defender a los maestros, que representan la unidad de pensamiento, la unidad de España?».
Al día siguiente tuvo lugar la esperada intervención del líder conservador Antonio Maura, quien también se opuso a la autonomía catalana, aunque dejando la puerta abierta a negociar una descentralización administrativa que no pusiera en riesgo la autonomía de los ayuntamientos «porque el municipio tiene, no tanto derecho, sino un derecho más notorio e incontestable que la región a la autonomía, y la Nación necesita la autonomía municipal muchísimo más y muchísimo antes que la autonomía regional». Refiriéndose a la cuestión de las competencias dijo que «se ha delimitado la región amojonando al Estado» y para explicarlo recurrió a la siguiente metáfora: «A un águila que ha de servir de solaz en un parque a los ociosos se le puede enjaular, a la que ha de defender su vida y la de sus hijos no se le puede quitar una pluma de sus alas ni una uña de sus garras». A continuación, dirigiéndose a los diputados catalanistas les dijo que, les gustara o no, eran españoles: «Nadie puede elegir madre, ni hermanos, ni casa paterna, ni pueblo natal, ni patria». Su intervención fue muy aplaudida por los diputados de los dos partidos dinásticos, incluido el presidente del gobierno conde de Romanones.
Tras la intervención de Maura, Cambó escribió una carta al rey el 12 de diciembre en la que daba por terminado el acuerdo secreto adoptado un mes antes y en la que justificaba la retirada de las Cortes de la gran mayoría de diputados y senadores catalanes en señal de protesta por el rechazo a la autonomía de Cataluña, un gesto que fue muy mal visto por los partidos dinásticos. En la carta Cambó escribió:

El resultado de la sesión de ayer significa el fracaso de toda nuestra actuación en la política española y el abandono de toda esperanza de que el problema catalán pueda tener la solución en que había cifrado todas mis ilusiones. Un deber de lealtad política me obliga a proclamarlo así en el Parlamento antes de salir para Cataluña. Crea V.M. que al escribirle estas líneas paso por el trance más amargo de mi vida.

En la intervención que tuvo Cambó en el Congreso de los Diputados para explicar la retirada de los parlamentarios agradeció a republicanos y socialistas el apoyo que habían dado a la autonomía de Cataluña:

Por gran fortuna, vosotros, hombres que representáis corrientes de opinión que no están limitadas a una parte del territorio español, habéis declarado que en vuestros sentimientos es compatible la más amplia autonomía política para Cataluña con la integridad, con la unidad de España. Pensad en la responsabilidad inmensa que pesa sobre vosotros al ser casi los únicos en la política general española que mantenéis en vuestras convicciones y en vuestros sentimientos esa compatibilidad.

Al día siguiente, 13 de diciembre, se produjeron en Barcelona manifestaciones en apoyo de la autonomía, duramente reprimidas por la policía. En una de ellas un teniente del ejército vestido de uniforme detuvo a un manifestante porque había gritado Visca Catalunya Lliure pero la multitud lo impidió siendo despojado de su sable y tuvo que ser rescatado por la policía. El incidente fue magnificado por la prensa militar de Madrid y causó una gran indignación entre los oficiales de la guarnición de Barcelona como hizo saber inmediatamente el capitán general de Cataluña Jaime Milans del Bosch al gobierno de Romanones. Por su parte el gobernador civil prohibió las manifestaciones proautonomistas. La medida impidió que se organizara una gran manifestación como la que se había celebrado en Madrid el 9 de diciembre en contra de la autonomía catalana, pero no fue obstáculo para que se produjeran conatos de manifestación protagonizados por grupos nacionalistas radicales que se saldaron con graves enfrentamientos con la policía.
El 14 de diciembre fueron recibidos en Barcelona con todos los honores los diputados y senadores que habían abandonado las Cortes y volvían de Madrid. A continuación una manifestación recorrió las principales calles de la ciudad condal sin que la policía interviniera. Algunos manifestantes apedrearon la sede de La Vanguardia que había criticado la retirada de los parlamentarios y quemaron ejemplares del diario en la calle. Fue en ese momento cuando finalmente intervino la fuerza pública. Al día siguiente los republicanos organizaron un mitin en un teatro de Barcelona a favor de la autonomía catalana. A la salida se organizó otra manifestación y la policía sin aviso previo disparó contra los manifestantes matando a una mujer que pasaba por allí. Fue la primera víctima de las tres que hubo durante la campaña autonomista. Ningún policía fue detenido ni sancionado por esos hechos.
El 18 de diciembre Cambó lanzó en un mitin la consigna «Monarquia? República? Catalunya!». «No hipotecamos la autonomía a la República, ni esperamos la República para implantar la autonomía, pero no frenaremos nuestra marcha por el hecho de que pueda caer la Monarquía, Tenemos el amor y la adhesión a Cataluña y a la autonomía. Los enemigos no los escogemos, ellos mismos dirán contra quién ha de ir Cataluña», declaró. Cambó escribió a un periodista: «Yo no entraré en ningún gobierno en el cual yo no pueda desenvolver íntegramente mi pensamiento… sin un acuerdo completo con respecto a lo que se va a hacer y a cómo se va a hacer».
En la segunda quincena de diciembre se sucedieron los mítines a favor de la autonomía, en los que junto a los republicanos participaron los socialistas Francisco Largo Caballero y Julián Besteiro, y los conatos de manifestación que acababan con la intervención de la policía. El 18 de diciembre un grupo de nacionalistas españoles atacó a los manifestantes con palos sin que la policía interviniera y al día siguiente obligaron a gritar "Viva España" a los que daban vivas a "Catalunya lliure" amenazándoles con pistolas. El día 20 se reprodujeron los incidentes, en los que los españolistas dispararon sus revólveres aunque no hubo heridos. El día 22 un sargento de la policía fue herido por un golpe en la cabeza y un teniente resultó también herido gravemente por un disparo hecho por un francotirador que no fue identificado.

## La propuesta de la comisión extraparlamentaria y el proyecto de Estatuto de la Mancomunidad

### El proyecto de Estatuto de la comisión extraparlamentaria sin participación catalana
A propuesta de Cambó con quien se había reunido antes de que anunciara la retirada de los parlamentarios catalanes, el presidente del gobierno Romanones convocó una comisión extraparlamentaria para que redactara una propuesta de autonomía para Cataluña que sería llevada al parlamento. El 21 de diciembre de 1918 los parlamentarios catalanes que habían abandonado las Cortes, la Asamblea de la Mancomunidad y los diputados de las cuatro diputaciones se reunieron en Barcelona para decidir si participaban en la comisión creada por el gobierno. Los republicanos propusieron que los presentes se erigieran en asamblea constituyente y redactaran una propuesta de Estatuto de autonomía para Cataluña, mientras que parlamentarios de los partidos dinásticos opinaban que había que formar parte de la comisión gubernamental. Finalmente se resolvió que el Consejo de la Mancomunidad y los parlamentarios adjuntos elaboraran un borrador de Estatuto, aunque sin descartar la posibilidad de acudir también a Madrid.  El gobierno mostró su disgusto por

la omisión absoluta del decreto publicado creando la Comisión extraparlamentaria, hecho que tiene el valor de un requerimiento solemne dirigido a Cataluña, y el silencio que se guarda respecto a la potestad de las Cortes, a quienes toda aspiración autonomista tiene que someterse en definitiva.

El 27 de diciembre se conocieron los miembros de la comisión extraparlamentaria nombrada por el gobierno, que estaba formada por 33 personas de las que 18 eran favorables a la autonomía catalana, aunque los acuerdos debían alcanzarse por consenso ya que el proyecto de estatuto que elaboraran debía ser aprobado por las Cortes donde los dos partidos dinásticos tenían una amplísima mayoría. Dos días después el Consejo de la Mancomunidad se reunió con los vocales catalanes de la comisión, entre los que se encontraba Cambó y el presidente de la Mancomunidad Puig i Cadafalch, y se decidió no acudir a la comisión para no romper la unidad de los que apoyaban la autonomía ya que los republicanos se oponían. Además alegaron que también habían rehusado asistir determinados políticos que como Eduardo Dato, que tenía detrás un buen número de diputados, lo que imposibilitaba que lo que acordara la comisión después fuera refrendado por las Cortes. Como dijo un periódico republicano catalán,  «la Comisión nació muerta […] y, al cabo, las Cortes decidirán en última instancia, anulando toda eficacia a la Comisión». A pesar de ello Romanones mantuvo la convocatoria.
El 2 de enero se reunió la comisión extraparlamentaria con solo 14 de sus miembros pues 19 habían renunciado. Nombraron una ponencia de cinco miembros de la que formaban parte Antonio Maura y Niceto Alcalá-Zamora que concluyó su trabajo el 11 de enero. El gobierno asumió el proyecto y lo presentó en las Cortes el día 21. La propuesta de la comisión extraparlamentaria constaba de 22 bases, 21 de las cuales se ocupaban de la autonomía municipal y solo una, la última, de la autonomía regional. Según esta, que constaba de 18 artículos y 3 disposiciones transitorias, Cataluña dispondría de una asamblea denominada Diputación (un tercio de cuyos miembros serían elegidos por los ayuntamientos y por determinadas corporaciones) y de un gobierno con el nombre de Generalidad. Las cuatro diputaciones provinciales desaparecían aunque el poder regional no tendría la potestad de modificar la división territorial provincial existente. Se reconocía la cooficialidad del catalán, incluida la administración de justicia. También se establecía la posibilidad de crear una policía regional que se coordinaría con la estatal. Había avances indudables pero, como señalaron los juristas nombrados por la Mancomunidad para que estudiaran la propuesta, se trataba más bien de un proyecto de descentralización administrativa ya que no se concedía al poder regional ninguna competencia exclusiva ni se le traspasaba ningún servicio del Estado y además se creaba una nueva figura, la del gobernador general de la región, que podía negarse a sancionar las disposiciones de la Diputación y de la Generalidad si consideraba que éstas contenían extralimitaciones. Además nombraba delegados en las cuatro provincias, gozaba de la potestad de disolver la asamblea regional (o Diputación) y de convocar nuevas elecciones si contaba con la aprobación del gobierno de Madrid, y mantenía las atribuciones de los gobernadores civiles en materia de libertad de imprenta, de asociación y de reunión, y de orden público —la Guardia Civil estaba bajo sus órdenes directas—. Los juristas catalanes destacaron que los poderes concedidos al gobernador suponían un retroceso respecto de la relativa independencia que tenía la Mancomunidad «que no tiene contacto directo de ningún tipo con los gobernadores [civiles]».

### El proyecto de Estatuto de la Mancomunidad de Cataluña

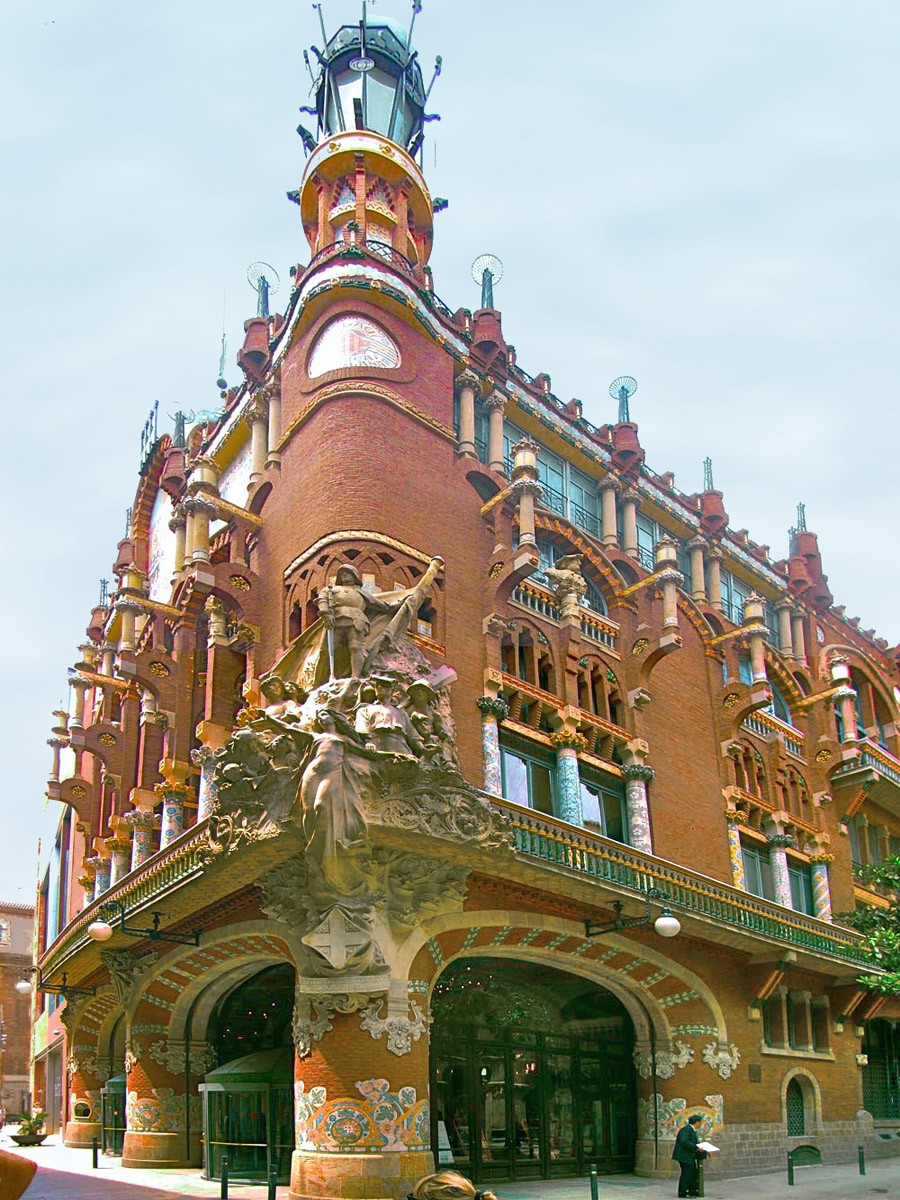
Palacio de la Música Catalana donde el 26 de enero de 1919 se reunieron los alcaldes y los delegados de los municipios catalanes para aprobar el proyecto de Estatuto de Autonomía propuesto por la Mancomunidad de Cataluña.

Mientras la comisión extraparlamentaria trabajaba en Madrid, en Barcelona el Consell de la Mancomunita con los parlamentarios adjuntos trabajaba en su propio proyecto de Estatuto. Lo acabaron el 17 de enero, unos pocos días después de que la comisión de Madrid presentara el suyo. En el proyecto se introdujeron cuatro cambios sobre el de las bases de noviembre para posibilitar su aprobación por las Cortes. En primer lugar, se eliminaba la referencia a otros territorios de fuera de Cataluña que podrían incorporarse a la misma, para que no fuera acusado de ser un proyecto «pancatalanista». En segundo lugar, se enumeraban las competencias que corresponderían al poder regional, lo contrario de lo que se había hecho en las bases en las que solo se enumeraban las competencias del Estado por lo que todas las que no estuvieran incluidas en la lista corresponderían a la región autónoma. En tercer lugar, se renunciaba a la comisión mixta y paritaria establecida en las bases y que era la encargada de dirimir los conflictos de competencias, pasando esta potestad al parlamento español, por lo que se dejaba que éste fuera juez y parte. En cuarto lugar, se incorporaba la figura del gobernador general con prácticamente las mismas facultades que las que tenía en el proyecto de la comisión extraparlamentaria de Madrid, aunque se le quitaba la competencia sobre el orden público. En conclusión, como ha destacado el historiador Albert Balcells, "el proyecto de estatuto de la Mancomunidad de 1919 contenía concesiones substanciales al poder central en comparación con las bases redactadas en noviembre de 1918 en los cuatro aspectos que habían sido más criticados en Madrid en el debate parlamentario que había provocado la retirada de los diputados catalanes".
El proyecto de Estatuto de la Mancomunidad mantenía el parlamento regional bicameral propuesto en las bases, con un senado elegido por los concejales de los ayuntamientos y un congreso elegido por sufragio universal, mediante el sistema electoral mayoritario excepto en la circunscripción constituida por la ciudad de Barcelona que sería proporcional. Los ministros del gobierno catalán, nombrados por el gobernador general, serían responsables ante las dos cámaras. Además de legislar sobre las materias que el Estatuto declaraba como exclusivas del poder regional, el congreso y el senado catalanes podrían acordar modificaciones de las leyes aprobadas por las Cortes en determinadas materias, como la legislación social, por lo que solo se aplicarían en Cataluña, siempre y cuando las Cortes no se opusieran.

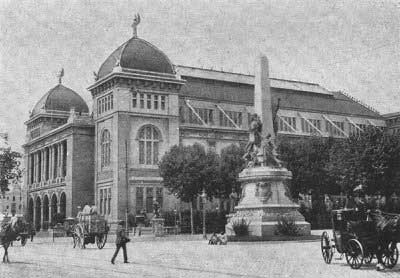
Exterior del Palacio de Bellas Artes de Barcelona donde se celebró un banquete ofrecido por la Mancomunidad a los alcaldes y delegados de los municipios catalanes que ese día, 26 de enero de 1919, habían aprobado el Proyecto de Estatuto de la Mancomunidad de Cataluña.

En cuanto a las competencias que correspondían a Cataluña figuraba la enseñanza en todos sus grados, con la obligación de impartir el castellano en las escuelas de primaria; el régimen municipal y provincial, que incluía la facultad de modificar la división territorial de Cataluña; el derecho civil catalán, incluyendo la creación de un tribunal de casación; la organización de la Administración de justicia en Cataluña; las obras públicas, excepto las consideradas de interés general español; los teléfonos; los servicios forestales y agrícolas, incluyendo la desecación y rotura de tierras incultas; la beneficencia y la sanidad; y el orden público. Para financiar estos servicios se creaba una hacienda propia a la que se traspasarían las contribuciones directas. Por otro lado, en el Estatuto no figuraba ninguna definición de Cataluña, ni como «región autónoma» (Estatuto de Autonomía de Cataluña de 1932), ni como «nacionalidad» (Estatuto de Autonomía de Cataluña de 1979). Tampoco había un artículo que estableciera la oficialidad o cooficialidad del catalán.

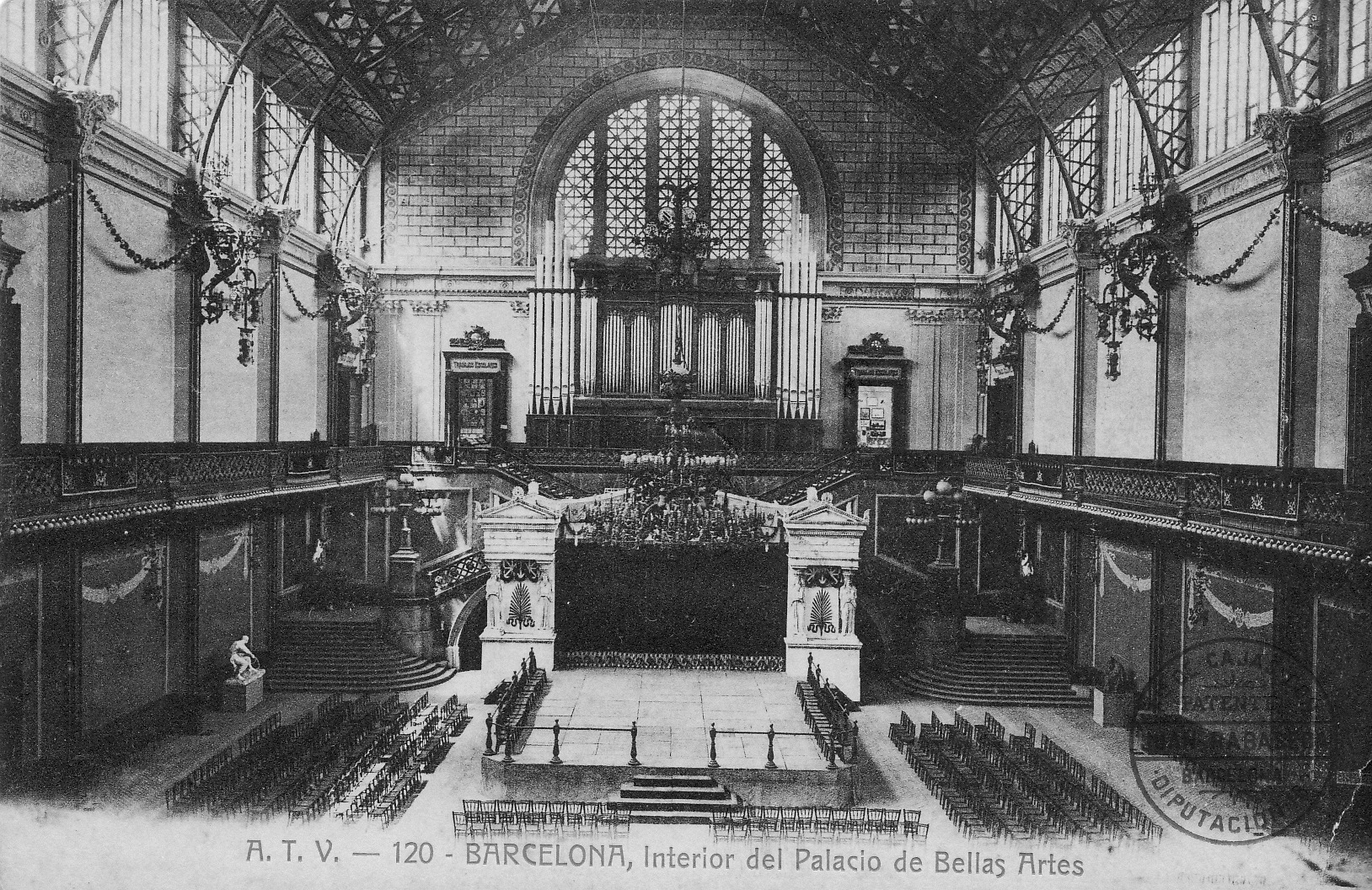
Salón de la Reina Regente del Palacio de Bellas Artes de Barcelona donde se aposentaron los asistentes al banquete ofrecido por la Mancomunidad

Los días 24 y 25 de enero de 1919 la Asamblea extraordinaria de la Mancomunidad y los parlamentarios catalanes debatieron ampliamente y aprobaron por unanimidad –los diputados y senadores catalanes de los partidos dinásticos también votaron a favor— el proyecto de Estatuto del Consell, que fue ratificado el domingo 26 por los alcaldes y los delegados de los ayuntamientos catalanes reunidos en el Palacio de la Música Catalana de Barcelona –de los 1072 municipios catalanes 1046, que representaban al 99% de la población, presentaron las actas en las que constaba su voto favorable—. En el Palau Cambó dijo:

Nunca en Cataluña la voluntad del pueblo catalán había sido expresada en forma tan completa como lo está en este momento; lo que aquí se acuerde es indudablemente la expresión de la voluntad de Cataluña

.

### La agitación catalanista y la reacción españolista en Barcelona
Entre el 11 y el 26 de enero de 1919, mientras se elaboraba el proyecto de Estatuto de la Mancomunidad, prácticamente todos los días volvieron al centro de Barcelona los conatos de manifestación de los grupos nacionalistas catalanes al grito de «Visca Cataluña Lliure» y las cargas policiales para impedirlos. También intervinieron grupos nacionalistas españoles de la Liga Patriótica Española que al grito de "Viva España" agredían a los manifestantes o a las personas que llevaban lazos con la bandera catalana. En estos incidentes la policía actuaba del lado de los españolistas y detenía solo a los catalanistas acusados de «incitación a la rebelión», un hecho que fue denunciado por la prensa. En ocasiones era la propia policía la que quitaba los lazos con la cuatribarrada de las solapas. También fueron detenidos dirigentes de la CNT, como Salvador Seguí, el Noi del sucre, y cerrado el periódico Solidaridad Obrera. El 17 de enero un numeroso grupo de la Liga Patriótica, entre los que se encontraban oficiales del ejército destinados en Barcelona, irrumpió en un teatro en el momento en que los reunidos estaban cantando el himno de Els Segadors y comenzaron a disparar. Hubo numerosos heridos a causa del pánico que produjo la irrupción violenta, uno de ellos de bala, pero ninguno de los asaltantes fue detenido. El gobierno decretó entonces la suspensión de las garantías constitucionales por lo que se impuso la censura y la prensa ya no pudo seguir informando de la violencia anticatalanista ni de la actuación de la policía. El diario conservador La Vanguardia justificó la suspensión equiparando la campaña autonomista con las huelgas y los atentados anarquistas. En su editorial del día 19 decía:

[…] los alborotos callejeros repetidos con fútiles pretextos; las huelgas también diariamente planteadas, los atentados contra obreros y patronos, la expectación […] de una Asamblea regional conminatoria, y sobre todo la propaganda revolucionaria […] igual contribuyen a la exacerbación de las pasiones a causa de la autonomía y el sindicalismo, dándose la paradoja de que las fuerzas opuestas, como son los partidos revolucionarios y algunos catalanistas que se dicen conservadores, colaboren en el sostenimiento de la anormalidad, por supuesto sin involucrar los pleitos respectivos, que mantienen perfectamente separados. Pero en vano dichos elementos quieren desentenderse de la campaña de los sindicatos, a los que prestan involuntariamente ayuda con su actitud rebelde; sus cuestiones son diferentes, pero la anormalidad recibe el incentivo de ambas partes, y así vemos al gobierno acudir con la misma premura a los dos focos de perturbación, confiando a una ponencia la redacción del estatuto regional y ordenando en seguida al Instituto de Reformas Sociales el estudio de nuevas mejoras para la clase obrera.

Tras la suspensión de las garantías la violencia de los grupos de la Liga Patriótica Española no se detuvo. El mismo día 17 de enero hirieron a un joven obrero nacionalista catalán que murió tres días después. El 24 las cargas de la policía fueron de una extraordinaria dureza, causando graves desperfectos en los cafés de la Rambla al irrumpir en ellos la policía persiguiendo a los manifestantes. El diputado regionalista Pere Rahola comparó la actuación policial con el trato brutal que daba la policía indígena a los rebeldes rifeños en el protectorado español de Marruecos. El domingo 27 de enero, mientras en el Palacio de la Música se celebraba el acto de ratificación por los delegados municipales del proyecto de Estatuto de la Mancomunidad, se produjeron los últimos enfrentamientos violentos. Ese día un joven que llevaba una corbata con los colores de la bandera catalana fue atacado por un grupo de la Liga Patriótica Española, pero la gente salió en su defensa y los agresores tuvieron que huir. A mediodía hubo un enfrentamiento a tiros entre requetés carlistas y miembros de la Liga Patriótica cuando éstos intentaron quitarles los lazos con la bandera catalana que llevaban en las solapas. Hubo siete heridos de bala, dos de ellos muy graves —uno carlista y otro de la Liga Patriótica—. La policía detuvo a veinte personas, ninguna de ellas de la Liga Patriótica. En otro lugar de Barcelona grupos de la Liga Patriótica hirieron gravemente a un joven que murió unos días después. Fue la tercera y última víctima mortal habida durante la campaña autonomista. El 28 de enero el gobernador civil ordenó el cierre de los locales del CADCI y los de la Liga Patriótica Española, aunque sus miembros siguieron reuniéndose sin que la policía interviniera, y prohibió la exhibición de banderas catalanas en lugares no oficiales y llevar lazos con la cuatribarrada.
Después del 27 de enero cesó la agitación nacionalista catalana y la Liga Patriótica Española dejó de actuar. "En todo caso, no se puede considerar que la Liga Patriótica Española y los grupos nacionalistas radicales fueran las dos caras extremas del mismo fenómeno. Los miembros de la Liga utilizaban armas de fuego, y este hecho no tiene correspondencia en los grupos nacionalistas radicales. La indulgencia de la policía con los primeros contrasta con la violencia que ejercía sobre los segundos. Parece que la Liga Patriótica fue un grupo auxiliar de policías y militares; de hecho, desapareció sin dejar rastro, aunque algunos de sus miembros se debieron incorporar a diversos grupúsculos de extrema derecha posteriores".

## El segundo debate en las Cortes y el fin de la campaña
Los parlamentarios catalanes volvieron a las Cortes para intentar que se aprobara el proyecto de Estatuto de la Mancomunidad. El 28 de enero de 1919 Francesc Cambó intervino en el Congreso. Primero se refirió al apoyo prácticamente unánime que había recibido el proyecto de Estatuto de la Mancomunidad por parte de los ayuntamientos catalanes y se enfrentó a los que decían que rompía la unidad de España:

Esa manifestación de voluntad crea un derecho, crea el derecho más sagrado, el único fundamento legítimo de un poder y de una soberanía. Los que afirmen que esa voluntad auténticamente expresada y que estamos dispuestos a someter a la ratificación insuperable del plebiscito individual, que indudablemente la consagraría, los que entiendan que eso ataca la unidad de España, empiezan por declarar que hoy Cataluña está ya espiritualmente, en espíritu y en voluntad, separada de España. Pensadlo bien.

A continuación dijo que la aprobación del proyecto de la comisión extraparlamentaria que había respaldado el gobierno no resolvería la cuestión: «Al día siguiente de aprobado el proyecto del Gobierno, aun con todas las modificaciones compatibles con su naturaleza, el problema seguiría igual.» Cambó acabó su intervención con unas frases desafiantes: «Un pueblo en pie, unánime, que formula una aspiración (rumores) que se refiere al régimen de su vida interior, ¿creéis que en 1919, cuando se está forjando la Liga de Naciones, no tiene derecho a lo que solicita? (grandes rumores). Al gobierno y a los representantes de las fuerzas que puedan sustituirle les requiero para que expresen su opinión». Sin embargo, el gobierno mantuvo su posición de asumir como propio el proyecto de la comisión extraparlamentaria y no el de la Mancomunidad por lo que éste no se llegó a debatir en las Cortes.
El 6 de febrero comenzó el debate en el Congreso de los Diputados del dictamen de la comisión parlamentaria que había estudiado el proyecto de Estatuto de la extraparlamentaria. Al día siguiente intervino Cambó para oponerse al proyecto y proponer que se debatiera el de la Mancomunidad, «porque nuestro Estatuto es un mínimum, porque para redactarlo tuvimos en cuenta que no nos asistía derecho para plantear un pleito de regateo, que en lo que podría transigirse debíamos transigir, y no teníamos que pedir nada más que lo que fuera absolutamente indispensable para que la autonomía de Cataluña fuese una realidad, no una ficción». Añadió a continuación que si lo que se pedía era visto como propuesta separatista eso equivalía a decir «que estamos ya separados espiritualmente y que la unión se mantiene por la fuerza». Después le echó en cara al presidente del gobierno su falta de apoyo al proyecto de la Mancomunidad con la frase: «Su señoría, como Fausto, para prolongar la vida ministerial ha vendido su alma al diablo». A lo que Romanones contestó entre risas: «¡Habría hecho un buen negocio!».
A continuación intervino en nombre de la comisión el liberal Niceto Alcalá Zamora para atacar el proyecto de la Mancomunidad alegando que había sido el resultado de una «deliberación ilegal de una asamblea irregularmente constituida […] ante la cual no tenemos que claudicar» y manifestándose absolutamente contrario al traspaso de las competencias que el proyecto atribuía a Cataluña. El presidente del gobierno intervino después para decir que solo se discutiría el proyecto de la comisión extraparlamentaria. Al llegarse a este punto muerto los diputados catalanes republicanos, regionalistas y tradicionalistas, pero no los de los partidos dinásticos, presentaron una moción el 18 de febrero para que se realizara en Cataluña un plebiscito sobre la autonomía. Para apoyar la propuesta intervino Cambó tres días después para decir:

… nuestro problema es el siguiente: un pueblo, el pueblo catalán, durante siglos ha vivido constituido en Estado independiente y ha producido una lengua, un derecho civil, un derecho político y un sentimiento general que ha caracterizado la expresión de su vida. Y este pueblo se unió primero a la Corona de España, luego la incorporación fue total con el estado, y en siglos de convivencia se han creado intereses comunes, se han creado trabazones espirituales que establecen una fórmula de patriotismo común que sería insensato querer destruir; pero a la vez, esta personalidad que había tenido una vida propia, independiente, subsiste, y no ha desaparecido; han persistido la lengua, el derecho, el sentido jurídico y el espíritu público propio, y todo eso, que era un hecho biológico mientras no había un fenómeno de voluntad que le convirtiese en un hecho político. Esta voluntad, ¿qué dice, qué expresa, qué quiere? Quiere que para todo lo que sea vida propia interior de Cataluña, Cataluña tenga plenitud de soberanía para regirse, y que en todo lo que afecte a lo que mira más allá de sus fronteras, no haya más que una unidad que sea España.

El presidente del gobierno Romanones declaró que se oponía al referéndum y que reconocía la voluntad de los catalanes de tener un estatuto de autonomía pero que no necesariamente debía ser el de la Mancomunidad. Finalmente Romanones cerró las Cortes el 27 de febrero –precisamente el día en que iba a votarse la propuesta del plebiscito catalán—, tomando como pretexto el conflicto social que había estallado en Barcelona a raíz de la huelga de La Canadiense. Los impulsores de la campaña autonomista con Cambó a la cabeza decidieron entonces no impulsar ningún movimiento de resistencia civil o de boicot municipal sino que dieron por finalizada la campaña. Como ha señalado Albert Balcells, "después fue muy fácil decir que la huelga de la Canadiense había impedido desencadenar el boicot municipal. Pero es evidente que no se podía preparar el Somatén como fuerza antisindicalista a las órdenes del capitán general [ante quien desfiló en Barcelona el 12 de enero] y, al mismo tiempo, programar un movimiento de desobediencia civil que tendría que haberse enfrentado al capitán general". Además no hay que olvidar que se acababa de constituir la españolista Unión Monárquica Nacional (UMN) que constituía una amenaza seria para la hasta entonces hegemónica Liga regionalista y para el movimiento autonomista, que hasta entonces había contando con casi todos los parlamentarios catalanes de los partidos dinásticos.
"Durante los cuatro años que siguieron a los acontecimientos de 1919, la existencia de la UMN, juntamente con el predominio de los períodos de excepción, que iban dirigidos contra la CNT pero restringían las libertades políticas generales, hicieron imposible rehacer el frente autonomista para volver a plantear la reivindicación de un estatuto. La Liga, que por boca de Francesc Cambó había anunciado solemnemente en las Cortes que no volvería a participar en ningún gobierno hasta la resolución favorable de las reivindicaciones autonomistas, formaría parte, con Cambó como ministro de Hacienda y después del desastre de Annual en Marruecos, del gobierno Maura-De la Cierva de agosto de 1921, sin ninguna contrapartida descentralizadora, y, a continuación, con Bertan i Musitu como ministro de Justícia, pero por muy poco tiempo, del gobierno Sánchez Guerra en marzo de 1922".
En conclusión, según el historiador Borja de Riquer, la comisión extraparlamentaria presidida por Antonio Maura elaboró un proyecto de Estatuto muy recortado por lo que resultó inaceptable para los diputados catalanes que habían regresado al Congreso. Cambó pidió entonces que se permitiera la celebración de un plebiscito en Cataluña para saber si los ciudadanos de Cataluña querían o no un Estatuto de autonomía, pero los diputados de los partidos dinásticos, entre los que se encontraba Alfons Sala, presidente de la recién creada Unión Monárquica Nacional, alargaron los debates y nunca llegó a discutirse la propuesta. Finalmente el gobierno cerró las Cortes el 27 de febrero aprovechando la crisis provocada por la huelga de la Canadiense en Barcelona.
Según Javier Moreno Luzón, el gobierno y el rey dejaron de apoyar incluso el proyecto de la comisión extraparlamentaria a causa de las presiones de la guarnición de Barcelona y de los enfrentamientos violentos que se produjeron en Barcelona entre los españolistas de Liga Patriótica Española y los catalanistas, pero lo que enterró definitivamente el proyecto fue el inicio de la "guerra social" en Barcelona con la huelga de La Canadiense de febrero de 1919 ya que la "cuestión regional" pasó a un segundo plano en las preocupaciones de las clases dirigentes catalanas.
Por otro lado, el fracaso de la Liga favoreció la aparición de otros grupos nacionalistas catalanes más radicales como la Federació Democràtica Nacionalista de Frances Macià, que dará nacimiento a Estat Catalá, el Partit Republicà Català de Lluís Companys y Marcelino Domingo y la Unió Socialista de Catalunya.